# All Killer No Filler
All Killer No Filler je prvi album kanadske grupe Sum 41, iz kojeg dolaze njihovi najveći hitovi. Izdan je 8. svibnja 2001. godine.

## Popis pjesama
1. "Introduction to Destruction"
2. "Nothing on My Back"
3. "Never Wake Up"
4. "Fat Lip"
5. "Rhythms"
6. "Motivation"
7. "In Too Deep"
8. "Summer"
9. "Handle This"
10. "Crazy Amanda Bunkface"
11. "All She's Got"
12. "Heart Attack"
13. "Pain for Pleasure"
14. "Makes No Difference" (UK bonus traka)

Pjesme "Summer" i "Makes No Difference" su originalno s albuma Half Hour of Power. "Summer" je nova snimljena verzija.